# Emma Schenson

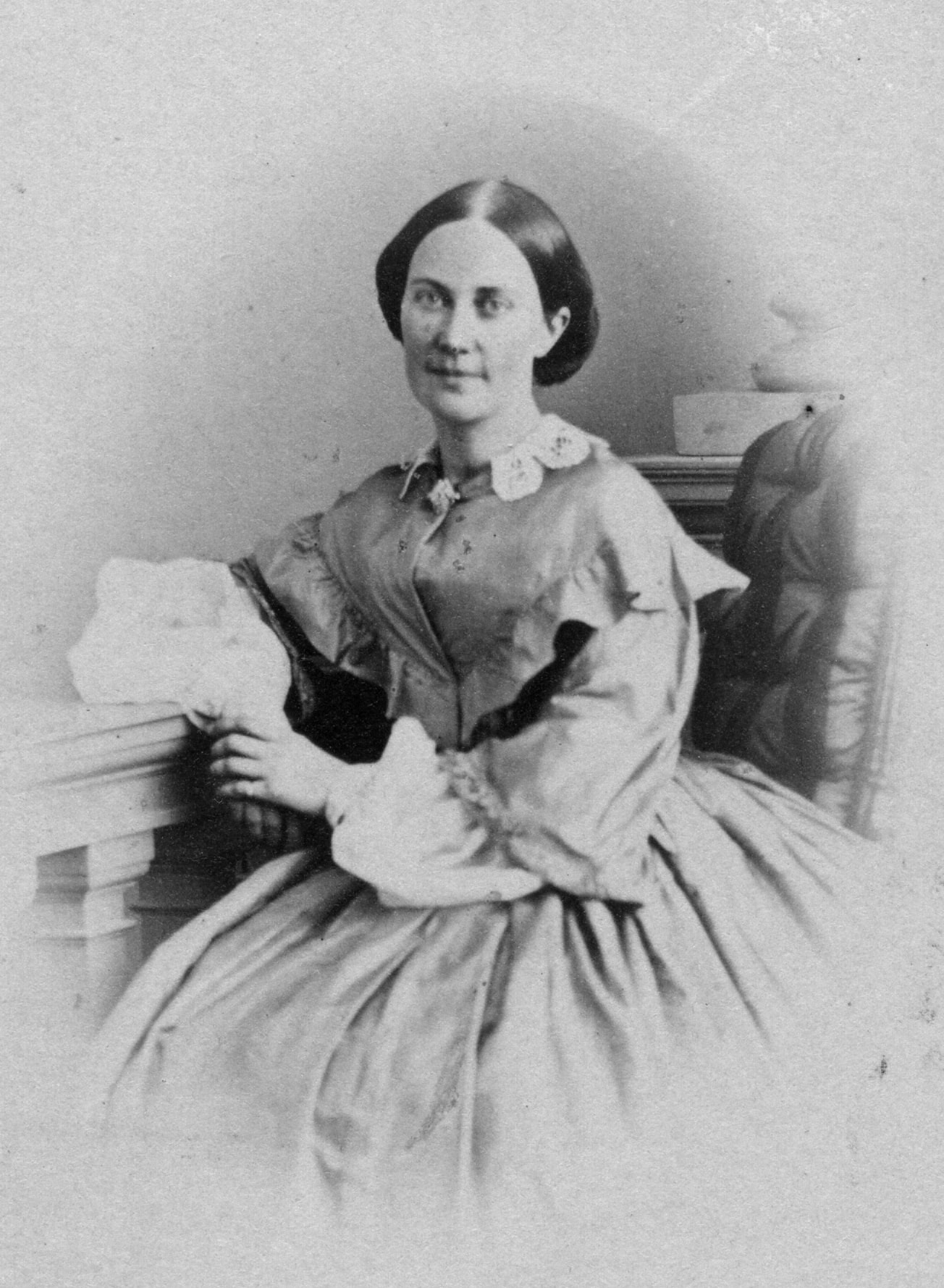
Emma Schenson, ca. 1865–1870

Emma Sofia Perpetua Schenson (* 21. September 1827 in Uppsala; † 17. März 1913 ebenda) war eine schwedische Aquarellmalerin und eine der frühesten professionellen Fotografinnen in Schweden.

## Leben
Emma Schenson wuchs in einem akademischen Umfeld auf als Tochter des Buchhalters an der Universität John Schenson und der Schuldirektorin und Künstlerin Maria Magdalena Schenson, geborene Hahr. Von den zehn Kindern der Familie erreichten nur drei Mädchen und ein Junge das Erwachsenenalter. Die Mutter gründete einige Jahre vor der Volksschulreform von 1842 im Wohnhaus der Familie ein Mädcheninternat und eine Mädchenschule. Sie unterrichtete die Töchter zuhause, unter anderem im Sticken, Zeichnen, Malen mit Aquarell- und Ölfarben und Holzschnitzen. Wahrscheinlich wurde Emma Schenson von ihr auch in bildender Kunst und Kunstgeschichte unterrichtet. Emma übernahm einen Teil des Unterrichts in der Schule. Emmas Bruder schlug später eine akademische Laufbahn ein, die damals Mädchen verwehrt war. Durch die Stellung von Vater und später ihres Bruders hatten sie auch enge Verbindungen zum akademischen Leben. Emmas Schwestern heirateten jeweils einen Professor, im Gegensatz zu Emma, für die ihre künstlerische Freiheit und Eigenständigkeit Vorrang hatte.
In den Anfängen der Fotografie in den 1840er und 50er Jahren war es nicht üblich, dass Frauen beruflich fotografierten, aber mit dem Ende des Berufsverbots für Frauen im Rahmen der Gesetzesreform vom 18. Juni 1864 (Förordningen för utvidgad näringsfrihet) eröffnete Emma Schenson etwa ein Jahr nach dem Tod ihrer Mutter in Uppsala ihr am Fyrisån gelegenes Fotoatelier in der Östra Ågatan 25 (zwischen Nybron und Dombron). Sie war damit die erste in der Stadt ansässige Fotografin und eine der ersten Berufsfotografinnen Schwedens. Es ist nicht bekannt, wie sie das Fotografieren erlernte. Als sie zu fotografieren begann, stand noch kein fabrikmäßig hergestelltes fotografisches Material zur Verfügung. Sie musste die hölzernen Kameras, Glasscheiben für die Negative und Optiken bei einem Schreiner, Optiker und Glaser bestellen und die Chemikalien aus der Apotheke vor dem Fotografieren selbst anmischen, ebenso die Belichtungszeit selbst berechnen. Kurz nach Beginn ihrer beruflichen Laufbahn begann sie mit der Technik der neu aufkommenden Visitenkartenfotografie und der etwas größeren Kabinettfotografie zu arbeiten. Dabei handelte es sich um kleine, auf Karton aufgezogene Fotos, die von Mitte der 1860er Jahre bis zum Ende des Jahrhunderts populär waren. Neben den Visitenkartenfotos übertrug sie Fotos von größeren Negativen in hoher Qualität auf kleinere Formate.

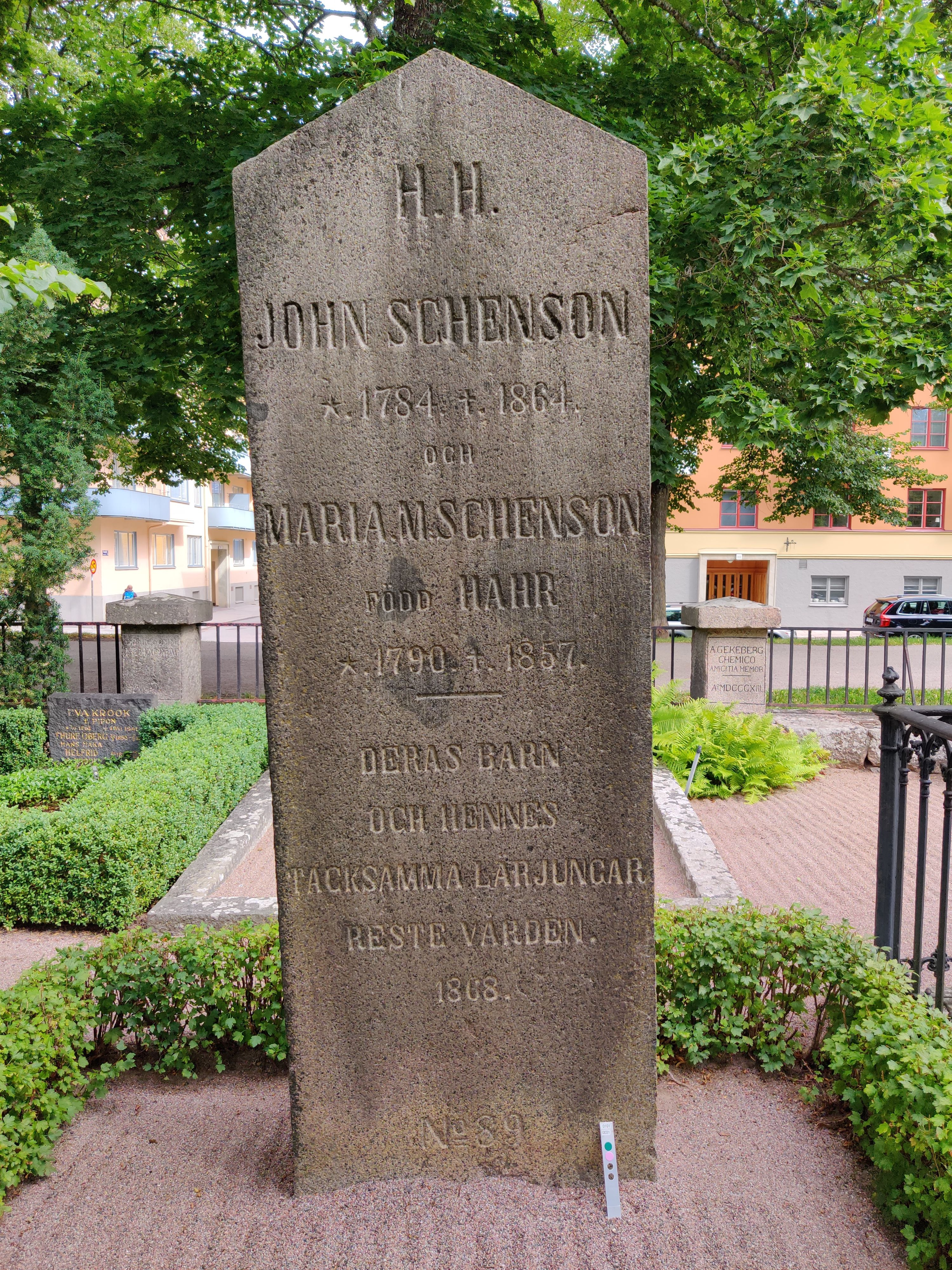
Grab in Uppsala (2020)

Ab Beginn der 1860er Jahre fotografierte Schenson Stadtansichten in Uppsala und seiner Umgebung. Dazu gehörten bevorzugt alte Gebäude und der Dom zu Uppsala. Ihr unternehmerisches Geschick brachte Schenson auf die Idee, Mappen mit diesen typischen Ansichten, außerdem Innenaufnahmen der Krypta von Carl von Linné im Dom und Reproduktionen von Johan Gustaf Sandbergs Wandgemälden anzufertigen und anzubieten. Sie war wahrscheinlich eine der ersten Fotografen in Schweden, die topografische Alben mit Fotos interessanter Orte und Gebäude in den Städten zusammenstellte. Die erste Verkaufsmappe mit Fotos des Doms von Uppsala stammt wahrscheinlich aus dem Jahr 1864. Mit der Einweihung der Eisenbahnverbindung nach Stockholm im September 1866 gewann sie Reisende als Kundschaft dazu. Einer Mappe mit insgesamt fünfzehn Albuminabzügen von Haus und Garten von Carl von Linné gab sie den Titel In memoriam Caroli a Linné und traf mit diesen Motiven den Geschmack ihrer Zeitgenossen, gebildeter Menschen in Uppsala und Touristen. Sie verkaufte die Mappe erfolgreich zusammen mit einem von Elias Magnus Fries, Botaniker, Mitglied der Schwedischen Akademie und Professor an der Universität Uppsala, verfassten Text, der in Schwedisch, Englisch und Französisch in der Mappe enthalten war.
Schenson arbeitete nicht nur als Illustratorin und Fotografin, sondern interessierte sich auch für Pädagogik. Sie veröffentlichte 1877–1878 in Uppsala ein Lehrbuch über einfaches Zeichnen für Anfänger mit dem Titel Lätta teckningar för nybegynnare und ein 1876 von Esaias Edquist in Uppsala herausgegebenes Buch über Vorlagen für Holzschnitzereien mit dem Titel Träsniderimönster mit erläuternden Texten auf Schwedisch, Französisch, Englisch und Deutsch. 1888 war sie eine von drei Frauen von insgesamt 65 Mitgliedern in der Fotographischen Gesellschaft, in der Fotografen organisiert waren. Sie war 1889 kurzzeitig Schatzmeisterin der Gesellschaft der Amateurfotografen in Uppsala (Svenska Fotografiamatörföreningens Uppsalasektion). Schenson starb 1913 und wurde im Familiengrab ihrer Eltern auf dem Alten Friedhof von Uppsala beigesetzt.

## Werk

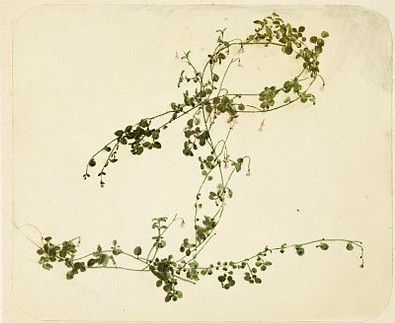
Linnaea borealis, koloriert

Schensons Fotografien zeugen von einer hohen technischen und künstlerischen Qualität. Es ist nicht bekannt, wie viele Mappen sie gefertigt hat. Keines ihrer Negative und nur ein kleiner Teil ihrer Fotografien sind erhalten. Von ihren Aquarellen existiert das Domtrappshuset in Uppsala. Ihr Werk ab Beginn der 1860er Jahre umfasst neben Porträtaufnahmen hauptsächlich Motive aus dem Umland von Uppsala sowie Stadtansichten. Diese zeigen das Zentrum von Uppsala, das Schloss Uppsala, die Carolina Rediviva, den Dom, die Universität Uppsala und den Fluss Fyrisån.
Sie fotografierte um 1864 auch den Linné-Garten in Uppsala und die Umgebung und Gebäude von Linnés Anwesen Linnés Hammarby 15 km südöstlich von Uppsala sowie seine Porträtgemälde. Die fünfzehn Negative wurden wahrscheinlich in einem Zeitraum von mehreren Tagen hergestellt. Eines der Motive, eine Linnaea borealis vor einem hellen Hintergrund, kolorierte sie kunstvoll und gestaltete den Stängel der Pflanze zum Buchstaben L für Linné.
Schenson hielt die umfassenden Restaurierungen am Dom zu Uppsala zwischen 1885 und 1893 fotografisch fest, bei denen unter anderem die beiden alten Hårleman-Türme durch neugotische Türme ersetzt wurden. Dabei berücksichtigte sie das Verhältnis ihres Kameraobjektivs zu den vertikalen Linien des Bauwerkes und richtete ihre Kamera schräg nach hinten gekippt aus, um eine Verzerrung der äußeren Linien der Gebäudefassaden zu vermeiden. Mit den Fotos von Hammarby und dem Dom von Uppsala schuf sie eine Sammlung mit fast dokumentarischem Charakter.

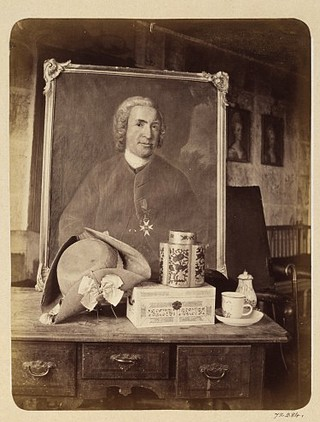
Linnés Hammarby, 1864
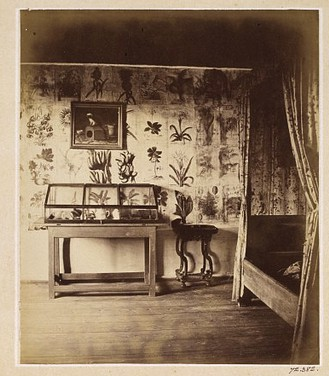
Linnés Hammarby, 1864
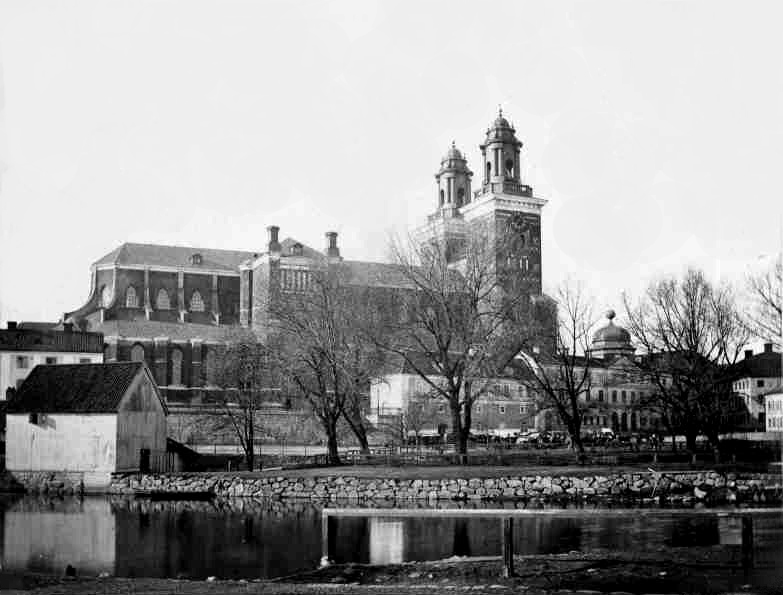
Dom zu Uppsala, 1860
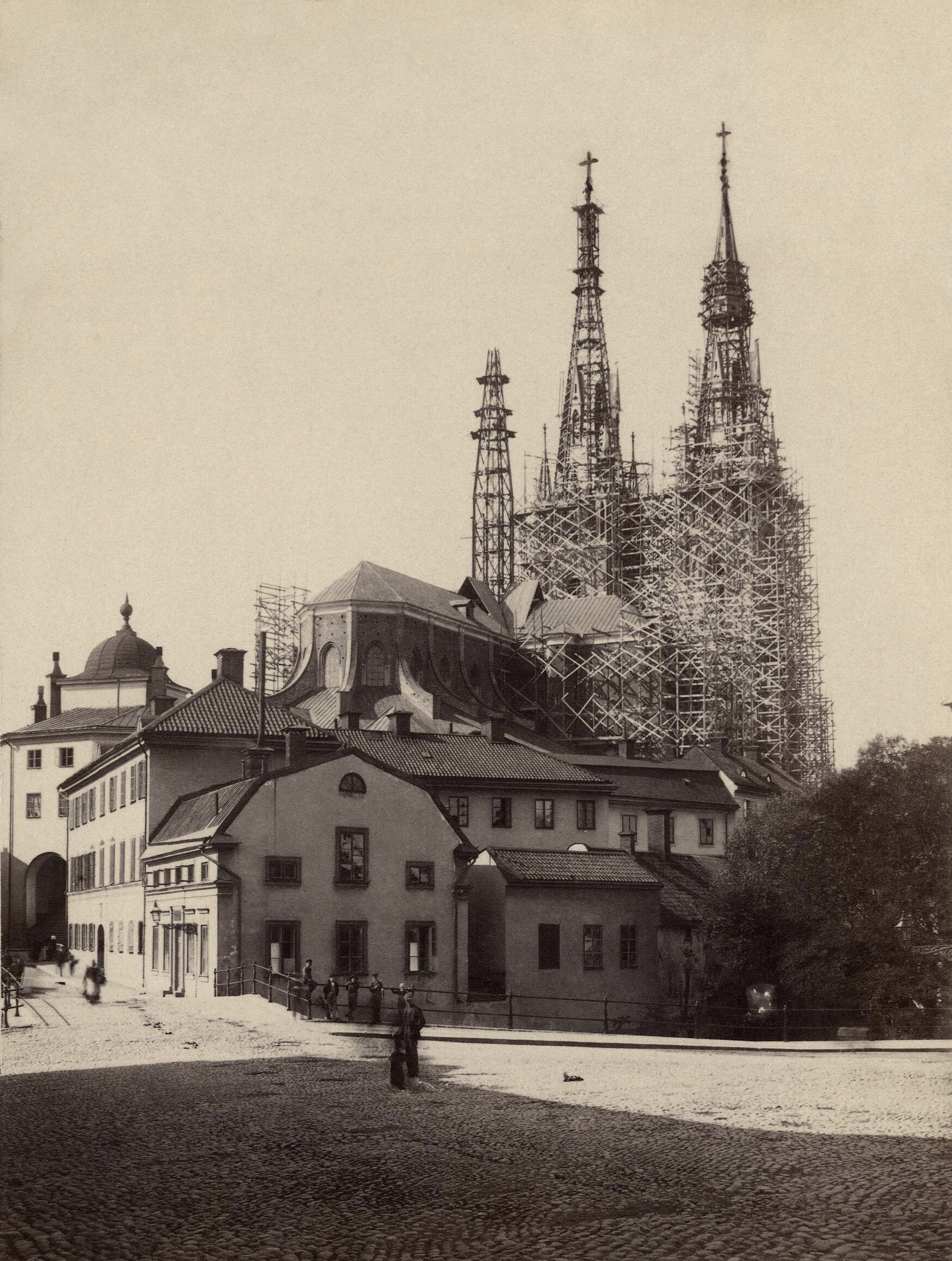
Dom zu Uppsala, 1889
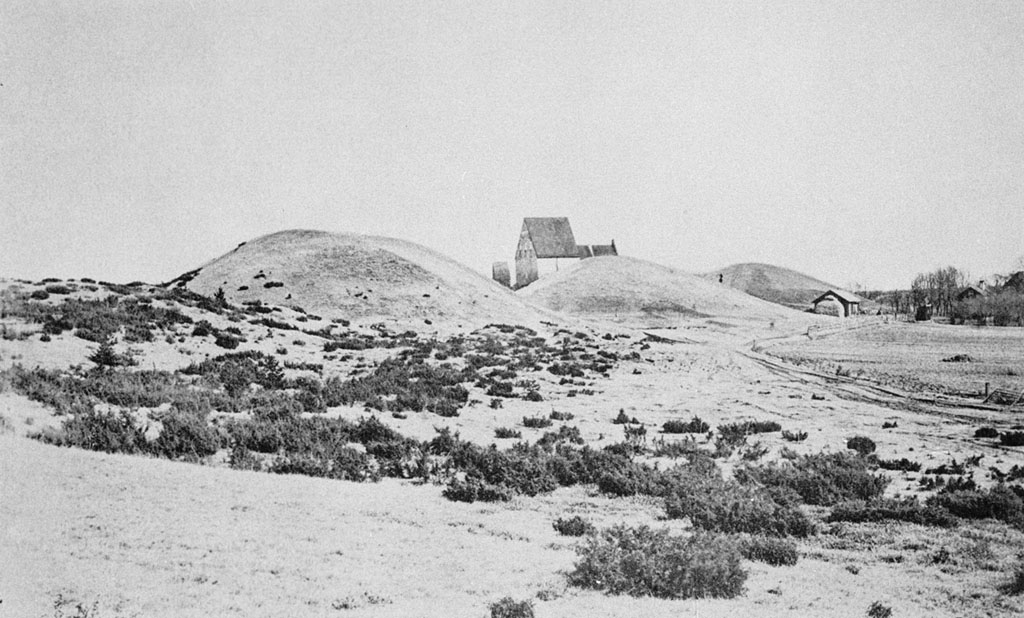
Königsgräber in Gamla Uppsala, 1895

## Ausstellungen und Sammlungen
Bei einer Ausstellung im Jahr 1872 in Kopenhagen wurden einige ihrer Fotografien gezeigt. Im selben Jahr waren ihre Fotografien auch in Moskau zu sehen, wo Schenson im Rahmen einer Ausstellung mit einer Bronzemedaille ausgezeichnet wurde.
Ihr Aquarell Domtrappshuset war 1959 in der Ausstellung des Kreismuseums Uppsala zu sehen. Das Victoria and Albert Museum in London zeigte 2002 einige der Fotografien von Schenson im Rahmen seiner Frühjahrsausstellung.
Eine kleine Anzahl von Personenporträts, hauptsächlich von Akademikern aus Uppsala, wurde der Universitätsbibliothek von Uppsala gespendet und einige ihrer Fotografien befinden sich im Upplandsmuseet, in der Bäckström-Sammlung des Moderna Museet in Stockholm, im Västergötlands Museum, im Bohuslän Museum und im Victoria and Albert Museum. Sie ist mit einem Musterbuch im Nordischen Museum vertreten. Reproduktionen der Fotografien aus der Linné-Mappe befinden sich in Museen in den USA und England.